# Colibri à calotte violette
Goldmania violiceps
Espèce
Statut de conservation UICN

 NT  : Quasi menacé
Statut CITES
Le Colibri à calotte violette ou Colibri de Goldman (Goldmania violiceps), est une espèce de colibris de la sous-famille des Trochilinae.

## Distribution
Le Colibri à calotte violette occupe une aire morcelée et très restreinte chevauchant le Panama et la Colombie.

Carte de répartition de l'espèce